# Courtney Kupets
Courtney Anne Kupets (Bedford, 27 luglio 1986) è una ginnasta statunitense.
È membro della Squadra statunitense di ginnastica dal 2002. Nel 2003 vince il concorso a squadre ai Campionati Mondiali. Vince ai Giochi olimpici di Atene due medaglie: un bronzo alle parallele ed un argento a squadre.